# 大分フォーラス
大分フォーラス（おおいたフォーラス、英: Oita FORUS）は、かつて大分市中央町にあった、OPAが運営するフォーラスブランドのファッション関連の専門店ビルである。2017年（平成29年）2月26日に閉店した。閉店後はビルを建て替え、2019年（平成31年）6月1日に大分オーパがオープンした。

## 概要
1993年（平成5年）10月29日にジャスコ大分店から業態転換して開店。フォーラスとしては6番目の店舗であった。
大分駅から北に延びる目抜き通りの中央通り沿い、かつ、中心部唯一の百貨店トキハの斜め向かいで、さらに二面がセントポルタ中央町に面するという絶好の立地に位置していた。
店舗は地下1階・地上8階建て。テナント数は55店舗（2016年10月時点）。1-6階にはGUをはじめとするファッション専門店が入居し、7階には40万冊の本を扱う大型書店「ジュンク堂書店」、8階には同じジュンク堂書店が運営するコミック・児童書専門書店の「ジュンクコム」がワンフロアを占めていた。この他、地下1階にはタワーレコードやABCマートなども入居していた。
2013年（平成25年）にダイエーがイオンの連結子会社になる前は、九州内で現存最古のイオングループの店舗であった。

## 沿革

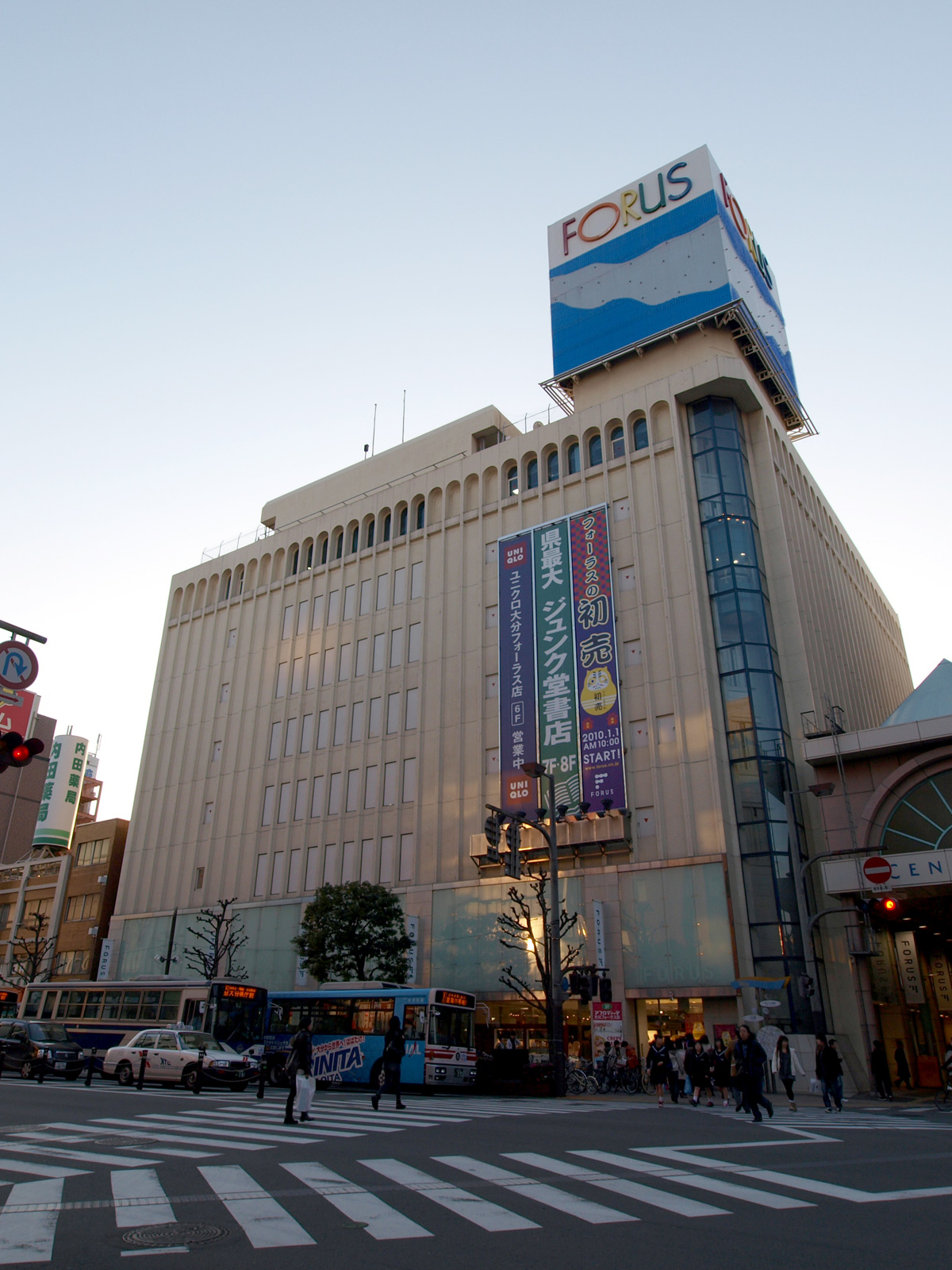
旧ロゴ時代の外観（2009年12月）

1964年（昭和39年）に新産業都市の指定を受け、大分臨海工業地帯への企業進出で人口が急増した大分市では、1970年代に入ると長崎屋、ニチイ、ダイエー、西友と、中央資本の総合スーパーが立て続けに市街地に進出した。ニチイ、ダイエーと時期を同じくして、1973年（昭和48年）に出店した大分ジャスコ大分店も、そのひとつであった。大分ジャスコは当地にあった地場スーパー「なんでもや」を運営していた三和商事がジャスコに参加して設立された企業で、大分店と同年に南大分店も出店した。
しかし、ジャスコは光吉店、高城店と郊外への出店を進め、市街地でのスーパーの需要が低下したことなどから、大分店は1993年（平成5年）2月20日に閉店。10月29日にフォーラスとして開店した。なお、ジャスコ大分店等を運営していた大分ジャスコは、業態転換後の1994年（平成6年）2月に九州ジャスコ（現イオン九州）に営業譲渡している。
2010年（平成22年）9月、建物の一部改装とともに屋上の塔屋広告塔が新ロゴに更新された。2011年（平成23年）1月から3月にかけては大分パルコ（2011年（平成23年）1月31日閉店）に出店していた一部テナントの当店入居に伴い、テナントの大幅入替が行われた。
2015年（平成27年）4月16日には大分駅にアミュプラザおおいたが開業。大分フォーラスからアミュプラザおおいたに移転する店舗もあった。
2016年（平成28年）3月1日に、イオンリテールのビブレ・フォーラス事業部がOPAへ統合されたことに伴い、運営がOPAへ移管された。同年3月から4月にかけて、12ブランドを新規開店・再配置する改装を行った。
大分フォーラスは、2017年（平成29年）2月26日に閉店した。これは、ビルが老朽化していたことや耐震補強が必要とされていたことが原因であるとともに、大分駅でのアミュプラザおおいた開業によって激化する商戦に向けて施設を更新して魅力を高めるためであり、閉店後にはビルを建て替え、2019年（平成31年）春にOPAとしてオープンする計画である。
改築後のビルは地上4階建てで、生鮮食品店やレストラン等の「食」に特化した商業施設になる計画であると報じられている。

## 主なテナント
| 階      | 分類                                       | 主な店舗 |
| ------- | ------------------------------------------ | --- |
| 屋上    |                                            | - ビアガーデン（いけす割烹平家、夏期のみ） |
| 8階     | コミック                                   | - ジュンク堂書店・ジュンクコム |
| 7階     | ブック                                     | - ジュンク堂書店 |
| 6階     | ファミリーカジュアル                       | - ジーユー |
| 5階     | メンズ／スポーツ                           | - コール&レスポンス - スポーツオーソリティ |
| 4階     | ヤングファッション／カルチャー／ビューティ | - アイラッシュサロン ブラン - キャラポップストア（雑貨・クレーンゲーム・シールプリント） - クリスタルネイル - ケラ!ショップ ミューズ（メンズ・レディス） - スピンズ（メンズ・レディス） - スワロウテイル（ウィッグ） |
| 3階     | レディス／バラエティ                       | - アールキャンキャン - ヴィレッジヴァンガード - ハニーズ |
| 2階     | レディス／ビューティー                     | - アロー - エメフィール - エモダ / ムルーア - 美容室オブジェ - スターバックスコーヒー - スカラー - フォーラスセレクト - ブージュルード - リップサービス - レギー |
| 1階     | レディス／ファッショングッズ／カフェ       | - アーマ - アメリエル マジェスティックレゴン - イタリアントマト - インデックス - オズモーシス - キャサリンハムネットラボ（メンズ・レディス） - スターバックスコーヒー - スーパーハッカ - ?ディエキエル? - ディスカバーバイアシッドギャラリー（メンズ・レディス） - ティティ＆コー / レディメイド - ビューティーガーデン（コスメ） - コインロッカー |
| 地下1階 | ミュージック／シューズ／リフォーム         | - ABCマート - おしゃれ工房 - 島村楽器 - タワーレコード - ATMコーナー - 豊和銀行・大分銀行共同出張所 - イオン銀行 - 証明写真 |

## 閉店後のテナント移転先
- 島村楽器 - パークプレイス大分に移転[30]
- ジュンク堂 - 2017年4月28日に大分中央BESTビル（旧ベスト電器大分店跡）に移転[31]
- イタリアントマト - 2017年3月15日にネクストビル1F（旧モスバーガー大分駅前店跡[要出典]）に移転[32]
- super hakka - 大分トキハ近く　馬場ビル102号　に移転

## 交通
- 鉄道：九州旅客鉄道（JR九州）大分駅府内中央口から徒歩5分[2]
- バス：
  - 大分交通 トキハ・フォーラス前停留所下車、徒歩1分[2]
  - 大分バス 本社前（トキハ前）停留所下車、徒歩3分[2]